# ZSKA Kiew (Handball)
ZSKA Kiew, auch SKA Kiew, ZSKA-SchWSM Kiew (ukrainisch ЦСКА Київ, СКА Київ, ЦСКА-ШВСМ Київ) ist ein Handballverein aus der ukrainischen Hauptstadt Kiew.

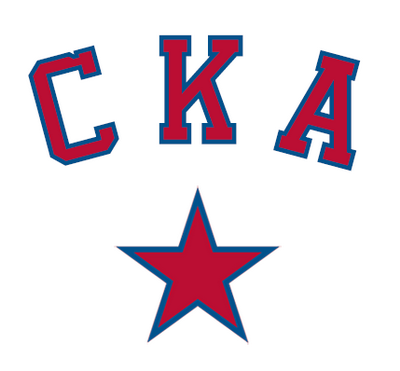
Logo des Vereins SKA (СКА)

## Geschichte
Der ZSKA Kiew (ZSKA steht für Zentraler Sportklub der Armee) wurde im Jahr 1946 gegründet. Der Verein wechselte mehrfach den Namen. Gegründet 1946 unter dem Namen Haus der Offiziere (Будинок офіцерів), hieß er 1947 kurz OBO (ОБО), von 1948 bis 1953 erneut Haus der Offiziere, 1954 bis 1956 wieder OBO, 1957 OSK (ОСК), 1957 bis 1959 SKWO (СКВО), von 1960 bis 1995 SKA (СКА) und seit 1995 ZSKA (ЦСКА).
In den Jahren der Zugehörigkeit der Ukrainischen Sozialistischen Sowjetrepublik zur Sowjetunion gewann der Verein drei Mal die Meisterschaft der Männer in Ukraine (1966, 1968, 1981) und wurde fünf Mal Zweiter (1971, 1982, 1983, 1984, 1989).
Nach der Unabhängigkeit der Ukraine gewann der Verein zwei Mal die Meisterschaft (1992, 1994), wurde im Jahr 1995 Zweiter und im Jahr 1993 Dritter der Superliga. Das Team spielte als ukrainischer Meister international im Europapokal der Landesmeister 1992/1993 und der EHF Champions League 1994/1995.

## Spielstätte
Seine Heimspiele trägt der Verein im Sportpalast Kiew aus.

## Bekannte ehemalige Spieler
- Sergej Budanow
- Leonid Doroschenko
- Serhij Kotscherhin
- Jurij Lahutyn